# Avex club
avex club（エイベックス・クラブ）は、エイベックス・エンタテインメントのレコードレーベル。CDやDVDを通信販売している。

## 通販限定商品一覧

### CD
- 十八番 〜J-POP 90's BEST〜
- a-box 〜avex Best Hit Collection〜
- a-box NEO
- HARMONY

### 取扱商品関連番組
- ショップ・マニフィカ（旧住商ホームショッピング） - 「a-box」「オハコ」「HARMONY」を販売
- デジタルダイレクト（ブランド名：『saQwa』） - 「avex Reggae Life」を販売